# روبن ويليامز
روبن ويليامز (بالإنجليزية: Robin Williams) (من مواليد 21 يوليو 1951 - توفي يوم 11 أغسطس 2014) هو ممثل وكوميدي أمريكي حاصل على جائزة الأوسكار عن فيلم غود ويل هانتينغ (1997) في حفل توزيع جوائز الأوسكار السبعون في مارس عام 1998 من بين أربع ترشيحات نالها للجائزة المرموقة. كما فاز بست جوائز غولدن غلوب من اثنى عشر ترشيحا، أولها عام 1979 عن مسلسل مورك وموندي، وكان آخرها جائزة سيسيل بي دوميل الفخرية عام 2005. وحصل على جائزة الأيمي مرتين وجائزة غرامي خمس مرات.
 بدأ مشواره المهني ككوميدي مسرحي في سان فرانسيسكو ولوس أنجلوس. بدأت شهرته بعد مسلسل مورك وموندي (Mork & Mindy) الذي قدم منه أربعة مواسم بين 1978 و1982. عانى روبن من الإكتئاب ومن الإدمان على الكحول والمخدرات لفتره طويلة من عمله كممثل. في 2014 وجد ميتا في منزله بولاية كاليفورنيا منتحرا خنقا. بعد الوفاة
أعلنت زوجته أن روبن كان يعاني من مرحلة متقدمه من داء باركنسون. وأشارت تقارير إلى إصابته بمرض آخر يدعى داء جسيمات ليوي الذي يتسبب في أعراض مرضية أشهرها الاكتئاب الشديد والهلوسة الدماغيه.

## السيرة الذاتية

### نشأته وتعليمه
ولد روبن ويليامز لأب من أصول أيرلندية إنجليزية، وكان والده روبرت فيتزجرالد ويليامز (بالإنجليزية: Robert Fitzgerald Williams) يعمل مديراً تنفيذياً في شركة فورد، أما أمه لوري (بالإنجليزية: Laurie) فكانت تعمل عارضة أزياء وهي من أصول فرنسية.
نشأ روبن ويليامز في مارين كاونتي - كاليفورنيا حيث التحق هناك بثانوية ريدوود (بالإنجليزية: Redwood High School) ومن ثم في بلومفيلد هيلز - ميشيغان حيث التحق بكلية ديترويت الصباحية (بالإنجليزية: Detroit Country Day School) وهي كلية خاصة تخرج منها العديد من المشاهير منهم ستيف بالمر المدير التنفيذي السابق لشركة مايكروسوفت.
في عام 1973 اختير روبن ويليامز مع كريستوفر ريف من بين ألفي طالب للألتحاق بمدرسة جوليارد للفنون (بالإنجليزية: Juilliard) وهي من أهم المعاهد في العالم لفنون التمثيل، التحق الاثنان هناك بالعديد من الدروس المشتركة وتكونت هناك بين الإثنين صداقة عميقة امتدت لغاية وفاة الممثل كريستوفر ريف عام 2004، وبينما أن أسلوب كوميديا روبن ويليامز لم تعجب كل أساتذته فإن تمثيله الدرامي لآقى استحسان الجميع.

### البدايات الفنية
كانت بداياته كمؤدي وصلات كوميدية فردية في بعض نوادي سان فرانسيسكو وبعدها التحق باستوديوهات إن بي سي في أول دور رئيسي له في مسلسل (Happy Days) في شخصية (Mork) الزائر من الفضاء الخارجي. وفي هذا المسلسل أعطيت لروبن ويليامز الحرية لارتجال معظم حواره فأدى الدور بطريقة بارعة جسديا ولفظيا. وبعدها أدى العديد من الأدوار التلفزيونية الرئيسية والثانوية في مسلسلات مثل (StarTrek) و (Whos line is it anyway) وفي نفس الوقت وخلال فترة السبعينيات والثمانينيات استمر بتأدية وصلاته الكوميدية الفردية والتي حظيت بشهرة كبيرة وكان آخرها (Robin Williams Live on Broadway) عام (2002).

### السينما
يرجع الفضل في شهرة روبن ويليامز إلى السينما التي تطغى على معظم أعماله الفنية، وكان أول دور سينمائي له في فيلم (باباي) عام (1980) ومن ثم قام بدور البطولة في عدد من الأفلام التي لم تلاق نجاحا كبيرا إلى أن أدى دور المراسل الحربي في فيلم (صباح الخير فيتنام) والذي ترشح عنه لجائزة الأوسكار عام (1988) كأفضل ممثل رئيسي، واستمرت بعد ذلك نجاحاته في أفلام (مجتمع الشعراء الأموات) عام (1989) و (الملك الصياد) عام (1991) وقد ترشح عنهما أيضا لجائزة الأوسكار كأفضل ممثل رئيسي ولكن لم يحالفه الحظ، إلى أن أدى دور الطبيب النفسي في فيلم (غود ويل هانتينغ) عام (1997) وفاز عنه بجائزة الأوسكار كأفضل ممثل ثانوي، كما فاز بجائزة الغولدن غلوب عن فيلم (Mrs. doubtfire) عام (1993)، وقدم فيلم جومانجي عام 1995، قام روبن ويليامز أيضا بأداء الأصوات لعدد من الأفلام الكرتونية التي لاقت نجاحا كبيرا مثل (علاء الدين) و (الروبوتات) وآخرها (الأقدام المرحة)

## مسيرته المهنية

### الكوميديا الارتجالية
بدأ ويليامز مسيرته في مجال الكوميديا الارتجالية في منطقة خليج سان فرانسيسكو خلال منتصف سبعينيات القرن الماضي. قدم أداءه الأول في النادي الكوميدي هولي سيتي زو في سان فرانسيسكو، حيث شق طريقه صعودًا من منصبه الأول ساقيًا في الحانة. اعتُبرت سان فرانسيسكو مركزًا لنهضة موسيقى الروك، والهيبيين، والمخدرات، والثورة الجنسية خلال ستينيات القرن المنصرم، بينما ساعد ويليامز في قيادة «نهضة الكوميديا» خلال سبعينياته؛ بحسب ما أورده الناقد جيرالد نكمان. صرّح ويليامز بأنه اكتشف «المخدرات والسعادة» خلال تلك الفترة، وأضاف أنه شهد «تحوّل أبرز المفكرين في ذلك الوقت إلى نكرة».
انتقل ويليامز إلى لوس أنجلوس، واستمر بأدائه للكوميديا الارتجالية في النوادي، بما في ذلك نادي ذا كوميدي ستور. شاهد المُنتج التلفزيوني جورج شلاتر في عام 1977 عرض ويليامز في هذا النادي، وطلب منه أن يُحيي برنامجه لاف إن. بُثّ البرنامج في أواخر عام 1977، واعتُبر أول ظهور تلفزيوني لويليامز. أدّى ويليامز في ذلك العام عرضًا آخر في نادي إمبروف، إذ كان لصالح شبكة إتش بي أو (هوم بوكس أوفيس). انطلق ويليامز في مسيرته التلفزيونية بفضل برنامج لاف إن، وذلك على الرغم من فشل إعادة إحيائه. واصل ويليامز أداءه للكوميديا الارتجالية في نوادي الكوميديا مثل نادي روكسي، وذلك كي يستطيع الحفاظ على مهاراته الارتجالية مصقولةً. أدى ويليامز أداءً بارزًا في إنجلترا في صالة ذا فايتينغ كوكس الموسيقية.

### العروض المباشرة على التلفاز
حصل ويليامز على جائزة غرامي لأفضل ألبوم كوميدي عن تسجيله لعرضه المباشر الواقع... يا له من مفهوم لعام 1979 في نادي كوباكابانا الليلي في نيويورك. شملت بعض جولاته اللاحقة بعد أن أصبح نجمًا تلفزيونًا وسينمائيًا: أمسية مع روبن ويليامز، وروبن ويليامز: في دار الأوبرا المتروبوليتان، وروبن ويليامز: مباشرة من مسارح برودواي. حطم برنامجه الأخير العديد من الأرقام القياسية طويلة الأمد، إذ بيعت بعض التذاكر في غضون 30 دقيقة من صدورها. أصدر ويليامز ألبوم ليلة في دار الأوبرا المتروبوليتان في عام 1986.
أعلن ويليامز في أغسطس من عام 2008 عن جولة جديدة في 26 مدينة بعد توقف دام ست سنوات، إذ حملت هذه الجولة عنوان أسلحة الدمار النفسي الشامل. بدأت الجولة في نهاية شهر سبتمبر من عام 2009 وانتهت في نيويورك في 3 ديسمبر من العام ذاته، وأصبحت موضوع إحدى حلقات شبكة إتش بي أو الخاصة في 8 ديسمبر من عام 2009.[بحاجة لمصدر]

## وفاته

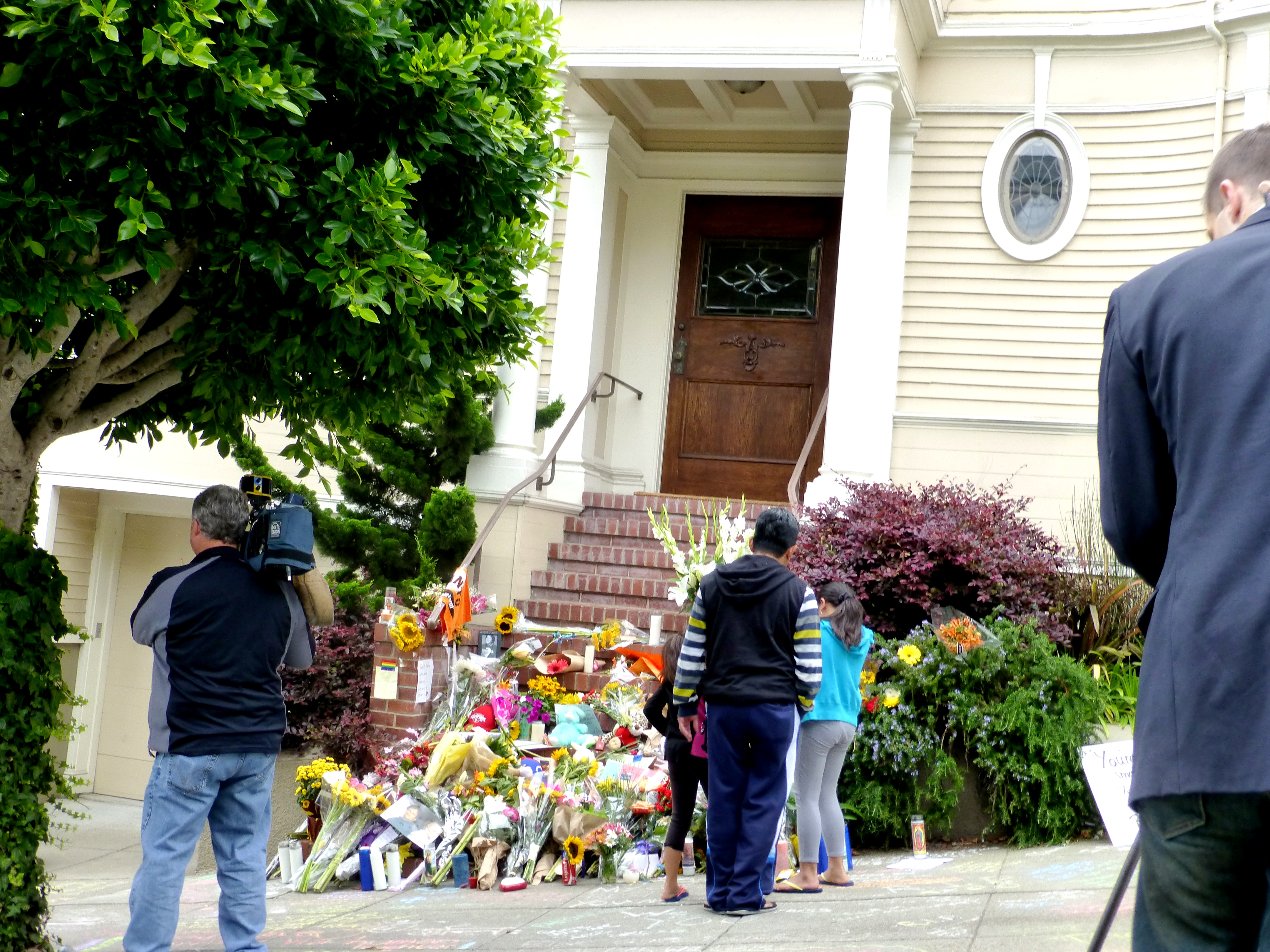
تكريم روبن ويليامز في منزل السيدة دوب فاير 2014

بعد معاناة طويلة من الإدمان على الكحول ومشاكل مالية واكتئاب حاد حمله عدّة مرات إلى مراكز التأهيل، ومعاناته من بداية مرض باركنسون أو «الشلل الرعاشي» (حسبما ذكرت زوجته)، وقد عانى أيضاً من نوع من أنواع الخرف يُدعى داء جسيمات ليوي، بالإضافة لإحباطه بسبب إلغاء مسلسله The Crazy Ones «المجانين» (حسب عدّة تقارير) قرر روبن في الساعات الأولى لفجر الإثنين الحادي عشر من أغسطس عام 2014 وضع حد لحياته عن طريق الإنتحار، حيث قام أولا بقطع شريان يده اليسرى عند الرسغ بسكين من طراز صغير يتم وضعه في الجيب عادة، إلا أنه عمليته لم تنجح، ليلجأ بعدها إلى شنق نفسه بحزام بنطلون لفه حول عنقه ومعصمه ملطّخ بالدماء نتيجة محاولته الأولى الفاشلة،

وقد تطرقت وسائل إعلام أمريكية ودولية لتفاصيل عملية الانتحار بناء على تقرير الشرطة وإفادة الشهود، حيث ذكرت أن فشله بالانتحار الأول دفعه إلى استخدام حزام لفه حول عنقه وثبته بكتفه، وعلق الباقي عند زاوية إطار باب الخزانة الخاصة بالثياب، ثم أفلت القسم المثبت على كتفه ليتدلى مباشرة ويؤدّي اختناقه لوفاته مباشرة، حيث لاحظ أحد مساعديه تأخره في الخروج فدق عليه باب الغرفة دون أن يردّ عليه، ليفتح الباب ويجده متدل بثيابه وشبه جالس على الأرض قرابة الساعة الثانية عشرة من زوال يوم الإثنين وبجانبه بقع دم من أثر السكين، وهذه الوضعية هي ما وجده عليها من حضر بسيارة الإسعاف التي تم استدعاؤها، وبعدها مباشرة جاءت دورية للشرطة لتعاين ما حدث بحثا بشكل خاص عن رسالة وداع كتبها ليشرح فيها أسباب انتحاره، لكنهم لم يجدوا في البيت سوى الجثة.

## أعماله
| سنة  | عنوان                                            | دور                                               | ملاحظات                    |
| ---- | ------------------------------------------------ | ------------------------------------------------- | -------------------------- |
| 1977 | هل يمكن أن أفعل ذلك 'حتى انا بحاجة إلى نظارات؟   | Lawyer Man with Tooth Ache                        |                            |
| 1980 | باباي                                            | باباي                                             |                            |
| 1982 | العالم كما يراه جارب                             | T.S. Garp ‏                                        |                            |
| 1983 | الناجون                                          | Donald Quinelle                                   |                            |
| 1984 | موسكو على الهدسون                                | Vladimir Ivanov                                   |                            |
| 1986 | اغتنام اليوم                                     | Tommy Wilhelm                                     |                            |
| 1986 | نادي الجنة                                       | Jack Moniker                                      |                            |
| 1986 | افضل الاوقات                                     | Jack Dundee                                       |                            |
| 1986 | A Night at the Met                               | Robin Williams                                    |                            |
| 1987 | صباح الخير فيتنام                                | أدريان كروناور                                    |                            |
| 1988 | مغامرات البارون مانشهاوزن                        | King of the Moon                                  | مذكور فيه باسم راي دي توتو |
| 1988 | Portrait of a White Marriage                     | Air Conditioning Salesman                         | غير مذكور فيه              |
| 1988 | Rabbit Ears: Pecos Bill                          | Narrator                                          | صوت                        |
| 1989 | Back to Neverland                                | Himself                                           |                            |
| 1989 | مجتمع الشعراء الأموات                            | John Keating                                      |                            |
| 1989 | أنا من هوليوود                                   | نفسه                                              |                            |
| 1990 | رجل الكاديلاك                                    | Joey O'Brien                                      |                            |
| 1990 | الإيقاظ                                          | Dr. Malcolm Sayer                                 |                            |
| 1991 | ميت مرة أخرى                                     | Doctor Cozy Carlisle                              |                            |
| 1991 | الملك الصياد                                     | Henry "Parry" Sagan                               |                            |
| 1991 | هوك                                              | بيتر بانينج / بيتر بان                            |                            |
| 1991 | Rabbit Ears: The Fool and the Flying Ship        | Narrator                                          | صوت                        |
| 1992 | لعب الاطفال                                      | Leslie Zevo                                       |                            |
| 1992 | علاء الدين                                       | الجني                                             | صوت                        |
| 1992 | The Timekeeper                                   | The Timekeeper                                    | صوت                        |
| 1992 | فيرنجيللي: الغابات المطيرة الأخيرة               | Batty Koda                                        | صوت                        |
| 1992 | Shakes the Clown                                 | Mime Class Instructor                             |                            |
| 1993 | السيدة داوتفاير                                  | Daniel Hillard / Euphegenia Doubtfire             | أيضاً منتج                  |
| 1994 | Being Human ‏                                     | Hector                                            |                            |
| 1994 | In Search of Dr. Seuss                           | Father                                            |                            |
| 1995 | جومانجي                                          | Alan Parrish                                      |                            |
| 1995 | To Wong Foo, Thanks for Everything! Julie Newmar | John Jacob Jingleheimer Schmidt                   | غير مذكور فيه              |
| 1995 | تسعة شهور                                        | Dr. Kosevich                                      |                            |
| 1996 | علاء الدين وملك اللصوص                           | Genie                                             | صوت مباشرة إلى فيديو       |
| 1996 | هامليت                                           | Osric                                             |                            |
| 1996 | العميل السري                                     | The Professor                                     |                            |
| 1996 | جاك                                              | Jack Powell                                       |                            |
| 1996 | قفص العصافير                                     | Armand Goldman                                    |                            |
| 1997 | غود ويل هانتينغ                                  | Sean Maguire                                      |                            |
| 1997 | فلابر                                            | Professor Philip Brainard                         |                            |
| 1997 | تفكيك هاري                                       | Mel                                               |                            |
| 1997 | يوم الآباء                                       | Dale Putley                                       |                            |
| 1998 | باتش أدامز                                       | Hunter "Patch" Adams                              |                            |
| 1998 | Junket Whore                                     | نفسه                                              |                            |
| 1998 | ما الأحلام التي ربما تأتي                        | Chris Nielsen                                     |                            |
| 1999 | رجل المائتي عام                                  | Andrew Martin                                     |                            |
| 1999 | جاكوب الكذاب                                     | Jakob Heym / Narrator                             | أيضاً منتج منفذ             |
| 1999 | Get Bruce                                        | نفسه                                              |                            |
| 2001 | الذكاء الاصطناعي                                 | Dr. Know                                          | صوت                        |
| 2002 | The Rutles 2: Can't Buy Me Lunch                 | Hans Hänkie                                       |                            |
| 2002 | أرق                                              | Walter Finch                                      |                            |
| 2002 | Death to Smoochy                                 | "Rainbow" Randolph Smiley                         |                            |
| 2002 | صورة ساعة واحدة                                  | Seymour "Sy" Parrish                              |                            |
| 2004 | نويل                                             | Charlie Boyd                                      | غير مذكور فيه              |
| 2004 | House of D                                       | Pappass                                           |                            |
| 2004 | القطع النهائي                                    | Alan W. Hakman                                    |                            |
| 2005 | الأبيض الكبير                                    | Paul Barnell                                      |                            |
| 2005 | روبوتات                                          | Fender                                            | صوت                        |
| 2005 | The Aristocrats                                  | نفسه                                              |                            |
| 2006 | رجل العام                                        | Tom Dobbs                                         |                            |
| 2006 | ليلة في المتحف                                   | ثيودور روزفلت                                     |                            |
| 2006 | الأقدام المرحة                                   | Ramon / Lovelace                                  | صوت                        |
| 2006 | بطل الجميع                                       | Napoleon Cross                                    | صوت                        |
| 2006 | RV                                               | Bob Munro                                         |                            |
| 2006 | مستمع الليل                                      | Gabriel Noone                                     |                            |
| 2007 | رخصة زواج                                        | Reverend Frank                                    |                            |
| 2007 | أوجست رش                                         | Maxwell "Wizard" Wallace                          |                            |
| 2009 | انكماش                                           | Jack Holden                                       |                            |
| 2009 | أعظم أب في العالم                                | Lance Clayton                                     |                            |
| 2009 | ليلة في المتحف 2                                 | Theodore Roosevelt                                |                            |
| 2009 | لعبة الآباء (Old Dogs)                           | Dan Rayburn                                       |                            |
| 2011 | الأقدام المرحة 2                                 | Ramon / Lovelace                                  | صوت                        |
| 2011 | Stage Left: A Story of Theater in the Bay Area ‏  | Himself                                           | وثائقي                     |
| 2013 | الزفاف الكبير                                    | Father Monighan                                   |                            |
| 2013 | رئيس الخدم                                       | دوايت أيزنهاور                                    |                            |
| 2013 | وجه الحب                                         | Roger                                             |                            |
| 2013 | نظرية الصفر                                      | Church of Batman the Redeemer Billboard Spokesman | غير مذكور فيه              |
| 2014 | بوليفارد                                         | Nolan Mack                                        |                            |
| 2014 | الرجل الأكثر غضبا في بروكلين                     | Henry Altmann                                     |                            |
| 2014 | Merry Friggin' Christmas                         | Mitch                                             | صدر بعد وفاته              |
| 2014 | ليلة في المتحف: سر قبر                           | Theodore Roosevelt                                | صدر بعد وفاته              |
| 2015 | اي شيء على الاطلاق                               | Dennis the Dog                                    | صوت صدر بعد وفاته          |

## الجوائز
هذه قائمة ببعض أهم الجوائز التي فاز بها روبن ويليامز:
| السنة | اسم الفيلم / المسلسل             | الجائزة      | ملحوظات |
| ----- | -------------------------------- | ------------ | ------- |
| 1998  | Good Will Hunting                | الأوسكار     | فوز     |
| 1992  | The fisher King                  | الأوسكار     | رُشِّح     |
| 1990  | Dead Poets Society               | الأوسكار     | رُشِّح     |
| 1988  | Good Morning Vietnam             | الأوسكار     | رُشِّح     |
| 1987  | Carol, Carl, Whoopi and Robin    | الإيمي       | فوز     |
| 2003  | Robin Williams: Live on Broadway | الإيمي       | رُشِّح     |
| 1996  | Comic Relief VII                 | الإيمي       | رُشِّح     |
| 1994  | "Homicide: Life on the Street"   | الإيمي       | رُشِّح     |
| 1979  | "Mork & Mindy"                   | الإيمي       | رُشِّح     |
| 1994  | Mrs. Doubtfire                   | الغولدن غلوب | فوز     |
| 1992  | The Fisher King                  | الغولدن غلوب | فوز     |
| 1988  | Good Morning Vietnam             | الغولدن غلوب | فوز     |
| 1979  | "Mork & Mindy"                   | الغولدن غلوب | فوز     |
| 1999  | Patch Adams                      | الغولدن غلوب | رُشِّح     |
| 1998  | Good Will Hunting                | الغولدن غلوب | رُشِّح     |
| 1994  | Mrs. Doubtfire                   | الغولدن غلوب | رُشِّح     |
| 1991  | Awakenings                       | الغولدن غلوب | رُشِّح     |
| 1990  | Dead Poets Society               | الغولدن غلوب | رُشِّح     |
| 1985  | Moscow on the Hudson             | الغولدن غلوب | رُشِّح     |
| 1980  | "Mork & Mindy"                   | الغولدن غلوب | رُشِّح     |

## وصلات خارجية
- الموقع الرسمي نسخة محفوظة 6 أكتوبر 2016 على موقع واي باك مشين.
- روبن ويليامز على موقع IMDb (الإنجليزية)
- روبن ويليامز على موقع ميتاكريتيك (الإنجليزية)
- روبن ويليامز على موقع الموسوعة البريطانية (الإنجليزية)
- روبن ويليامز على موقع روتن توميتوز (الإنجليزية)
- روبن ويليامز على موقع مونزينجر (الألمانية)
- روبن ويليامز على موقع قاعدة بيانات الأفلام العربية
- روبن ويليامز على موقع ألو سيني (الفرنسية)
- روبن ويليامز على موقع ميوزك برينز (الإنجليزية)
- روبن ويليامز على موقع تيرنر كلاسيك موفيز (الإنجليزية)
- روبن ويليامز على موقع أول موفي (الإنجليزية)
- صفحة روبن ويليامز في موقع TV.com نسخة محفوظة 29 سبتمبر 2007 على موقع واي باك مشين.